# Perry megye (Pennsylvania)
Perry megye az Amerikai Egyesült Államokban, azon belül Pennsylvania államban található. Megyeszékhelye New Bloomfield, legnagyobb városa Marysville. Lakosainak száma 45 842 fő (2020. április 1.). Perry megye Juniata, Northumberland, Dauphin, Cumberland és Franklin megyékkel határos.

## Népesség
A megye népességének változása:
| Lakosok száma | 46 019 | 45 860 | 45 724 | 45 562 | 45 685 | 45 842 |
|               | 2010   | 2011   | 2012   | 2013   | 2015   | 2020   |